# Гринько, Иван Дмитриевич
Иван Дмитриевич Гринько́ (укр. Іван Дмитрович Грінько́; 8 января 1930 года, Полтава — 14 октября 2013, Харьков — советский и украинский учёный-химик, изобретатель, автор более 50 научно-технических работ и 18 авторских изобретений.
Отец — Гринько Дмитрий Дмитриевич. Мать — Гринько Евгения Авраамовна.

## Биография
Во время Голодомора 1932—1933 г.г., спасаясь от голода, семья Гринько перебирается в город Харьков, где впоследствии прошли детские и юношеские годы Ивана.
В послевоенном 1945 году, пятнадцатилетним подростком пошел трудиться подсобным рабочим на завод элеваторного оборудования.
1947—1951 г.г. — окончил Харьковский мясомолочный техникум по специальности «Механик».
1951—1953 г.г. — работает по специальности на предприятиях пищевой промышленности Белорусской ССР.
1951—1956 г.г. — окончил Всесоюзный Политехнический институт в г. Москва по специальности «Инженер-механик».
1953—1955 г.г. — заведующий машинно-тракторной мастерской Чижевской МТС Минской области.
В 1955 году возвращается в родной Харьков, где до 1962 года работает сначала конструктором, затем инженером-конструктором на харьковских предприятиях пищевой промышленности. Начинает активно заниматься изобретательской деятельностью.
1957 год — в качестве перспективного молодого ученого-изобретателя делегирован от Харькова для участия во Всемирном фестивале молодежи (г. Москва).
1959—1960 г.г. — получает первые авторские свидетельства на изобретения и внедряет результаты собственных разработок в производство.
1960—1962 г.г. — заканчивает аспирантуру на кафедре процессов и аппаратов химических производств Харьковского политехнического института.

## Профессиональная деятельность
В 1962 году Иван Гринько принимает решение посвятить карьеру не теоретической химии, а становящейся популярной в то время производственной научно-технической деятельности и изобретательству. Поступает на работу в Научно-исследовательский институт основной химии (НИОХИМ). Работая в «НИОХИМ», прошел путь от младшего научного сотрудника до заведующего головной лабораторией выпарной и теплообменной аппаратуры Министерства химической промышленности СССР. Также был генеральным конструктором по выпарным аппаратам погружного горения и трубчатым аппаратам для получения сплавов солей. Лаборатория под руководством И. Гринько обслуживала предприятия химической отрасли всего СССР и участвовала в международных научно-исследовательских программах.
Долгие годы являлся бессменным руководителем работ по выпарным и кристаллизационным установкам для производства мирабилита, сульфата натрия, бишофита, твердой каустической соды, сернистого натрия и пр.
И. Гринько лично руководил запуском оборудования и наладкой технологических процессов на таких предприятиях химической отрасли, как:
- Лисичанский содовый завод;
- Крымский содовый завод;
- Кучуксульфат;
- Первоуральский завод хромовых соединений[3];
- Актюбинский завод хромовых соединений;
- Калушский калийный комбинат[4];
- ПО «Карабогазсульфат»[5];
- Ленинградский завод «Красный химик»[6];
- Константиновский химзавод[7];
- Челябинский лакокрасочный завод[8];
- Стерлитамакский содоцементный комбинат[9];
- Первомайский химический завод.
- Ачинский глиноземный комбинат;
- Пикалевский глиноземный завод[10].

Участвовал во всесоюзных исследовательских программах по процессам выпаривания и кристаллизации совместно с такими научно-технологическими центрами химической промышленности СССР как: «ХЛОРПРОЕКТ», «НИУИФ», «ВНИИГ», «ЛЕННИИГИПРОХИМ» , «УРАЛГИПРОХИМ», «УКРНИИХИММАШ».
Осуществлял авторский надзор за изготовлением промышленных испарителей на Сумском «НПО им. Фрунзе», «УралХимМаше», УзбекХимМаше, Харьковском «Турбоатоме», Мариупольской «Азовстали», «Магнитогорском металлургическом комбинате» и др.
Участвовал в составе официальных делегаций специалистов Министерства химической промышленности СССР в Польшу, Финляндию, Германию, Эфиопию.

## Авторские патенты и изобретения
За годы научной и изобретательской деятельности И. Гринько стал автором более 50 научно-технических работ и 18 авторских инженерных изобретений. Два из них были запатентованы в 70-х годах в «Британской патентной палате». Среди изобретений И.Гринько: несколько конструкций выпарных аппаратов; горелки погружного типа; способы транспортировки расплавов на высоту; материал для изготовления труб, работающих в особо агрессивных средах; выпарной аппарат с естественной циркуляцией и пр.
В «НИОХИМ» до сих пор хранится грамота, выданная от имени Королевы Великобритании Елизаветы Второй о положительном решении на выдачу патента на усовершенствования в работе испарителей по авторским свидетельствам Гринько И. Д.В советской практике изобретательской деятельности такое признание со стороны иностранцев было редким случаем. Впоследствии, это изобретение советского ученого было использовано в британской промышленности.
Неоднократно публиковал свои работы в таких отраслевых научных изданиях как «Химическая промышленность Украины» и «Пищевая промышленность».
Награждён многими почетными грамотами и знаками. Среди них: «Отличник химической промышленности СССР», «Заслуженный ветеран труда „НИОХИМ“». Занесен в «Книгу почета „НИОХИМ“».
Вместе с женой Раисой Гринько воспитал троих детей.

## Публикации
- Гринько И. Д. «Упаривание растворов хлористого калия в аппарате погружного горения», УДК 661.842.66.049, 1966, май-июнь, Химическая промышленность Украины;
- Гринько И. Д.Экономическая эффективность упаривания растворов хлористого кальция в аппаратах погружного горения", Техническая и экономическая информация, Серия «Экономика химической промышленности», Мин. Хим. Пром. СССР, НИИТЭХИМ, 1966;
- Гринько И. Д.«Основы расчета и конструирования выпарных аппаратов погружного горения природного газа», УДК 66.048.54.091.24, Москва, 1967;
- Гринько И. Д.«Применение аппаратов с погружными мазутными горелками для упаривания гидролизной серной кислоты», Процессы и аппараты производства основной химии, Киев, 1967;
- Гринько И. Д.«Автоматизация пуска и противоаварийной защиты выпарных аппаратов с погружными горелками», Харьков, 1972, Вопросы автоматизации производств химической промышленности;
- Гринько И. Д.«Конструирование графитовой теплообменной аппаратуры и применение её в химической промышленности», Черкасы, 1972;
- Гринько И. Д.«Исследование процесса упаривания кристаллизирующихся растворов хлористого кальция в выпарных аппаратах с погружными горелками», Процессы и аппараты в содовой промышленности, Харьков, 1972;
- Гринько И. Д.«Упаривание отбросных растворов производства гидросульфита натрия в аппарате с погружной горелкой», Процессы и аппараты производств основной химической промышленности, 661.32 Н34, Харьков, 1977;
- Гринько И. Д.«Исследование процесса упаривания раствора хлористого аммония в выпарном аппарате с погружной горелкой», УДК 661.521.048.5.001.5, Харьков, 1977;
- Гринько И. Д.«Об опыте эксплуатации основного насосного оборудования, применяемого на выпарных установках в химической промышленности», УДК 621.65.004.14:66.048.54 (047), Харьков, 1978;
- Гринько И. Д.«О применении пластинчатых теплообменников в производстве соды», УДК 66.045.1:62-417.2.004.14:661.32, Харьков, 1979;
- Гринько И. Д.«Испытание пластинчатого теплообменника при охлаждении жидкости второй абсорбции на содовом заводе», УДК 66.045.1:62-417.2.001.4:661.321, Харьков, 1979;
- Гринько И. Д.«Об опыте эксплуатации основной трубопроводной арматуры, применяемой на выпарных установках производств хлористого аммония и хлористого кальция», 180-хпД82 УДК 66.026.048.54, Харьков, 1981;
- Гринько И. Д.«Снижение коррозионного износа греющих труб выпарных аппаратов»", Экспресс-информация, Эксплуатация, ремонт и защита от коррозии оборудования, УДК 66.048.54-69:620.197, Москва, 1981;
- Гринько И. Д.«Вакуум-выпарка технического хлорида аммония из маточного раствора гидрокарбоната натрия (учебное пособие для рабочих профессий)», Москва, 1984;
- Гринько И. Д.«Об аппаратном оформлении процесса выпаривания в производстве азотно-кислого бария», Харьков-84, ISSN0136-5576, Производство соединений бария;
- Гринько И. Д.«Исследование процессов упаривания растворов едкого натра, полученных при электролизе сульфата натрия», 309-хп90 УДК 661.322.087.7., Харьков, 1990;
- Гринько И. Д.«Установка для непрерывной плавки каустической соды с применением колонных аппаратов», УДК 661.322.046.5.048.37, Химия и технология производства основной химической промышленности, Харьков, 1998;
- Гринько И. Д.«Коррозионное поведение низколегированной стали 12ХНЗА в плаве хлорида кальция», УДК 620.193.669.15-194.2, Химия и технология производства основной химической промышленности, Харьков, 2003;